# راسل کاتن
راسل کاتن (انگلیسی: Russell Cotton; ۴ آوریل ۱۹۶۰ – 20th October ۲۰۱۹) بازیکن فوتبال اهل بریتانیا بود.
از باشگاه‌هایی که در آن بازی کرده‌است می‌توان به باشگاه فوتبال چلمزفورد سیتی و باشگاه فوتبال کولچستر یونایتد اشاره کرد.